# Ophiacantha affinis
Ophiacantha affinis är en ormstjärneart som beskrevs av Jean Baptiste François René Koehler 1914. Ophiacantha affinis ingår i släktet Ophiacantha och familjen knotterormstjärnor. Inga underarter finns listade i Catalogue of Life.